# ویژلاش
ویژلاش (به مجاری:  Vizslás) یک منطقهٔ مسکونی در مجارستان است که در ناحیه شالگوتاریان واقع شده‌است. ویژلاش ۱۰٫۱۲ کیلومتر مربع مساحت و ۱٬۳۱۶ نفر جمعیت دارد و ۲۳۲ متر بالاتر از سطح دریا واقع شده‌است.